# St. Nikolaus (Neuerburg)

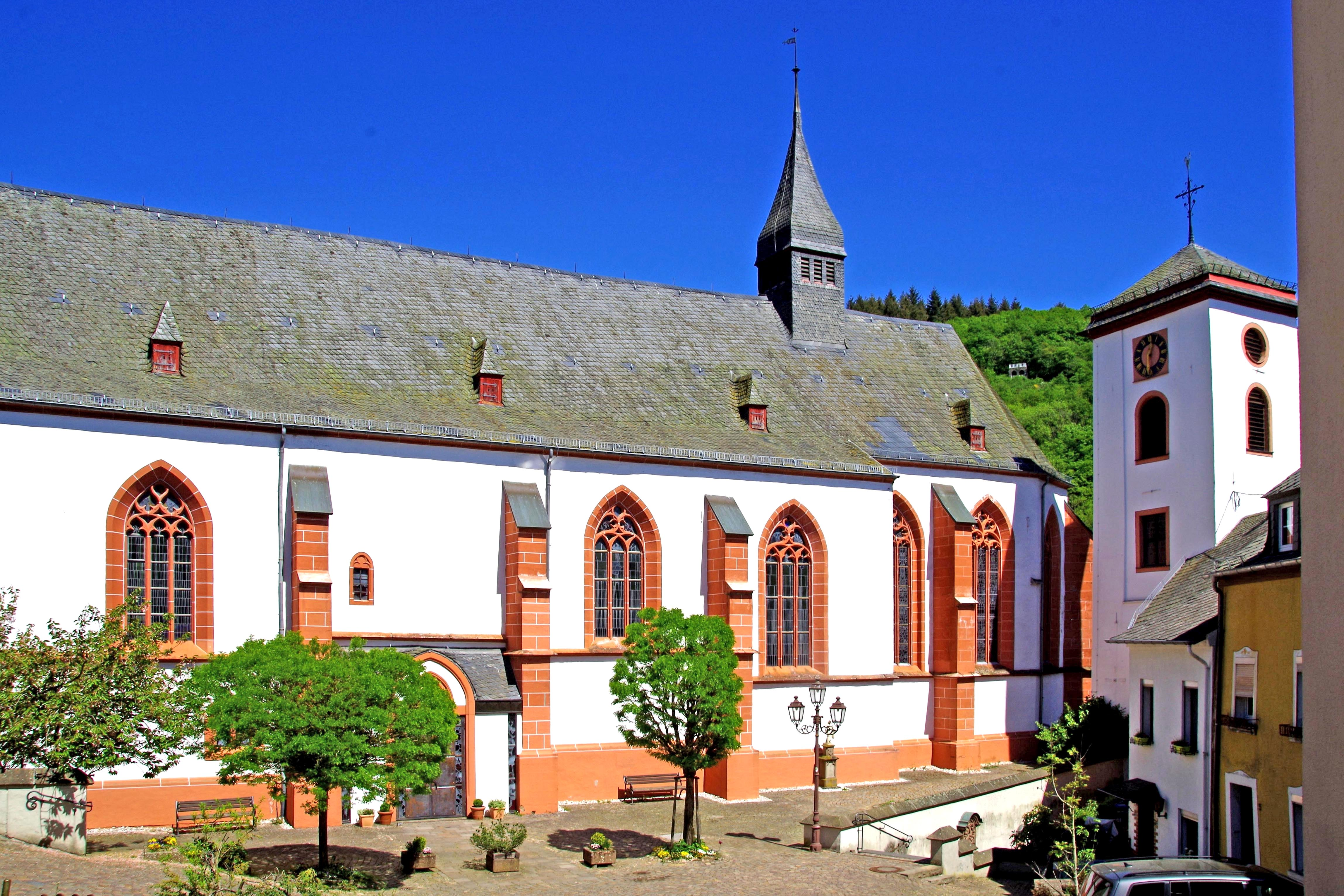
Kirche St. Nikolaus und freistehender Glockenturm in Neuerburg

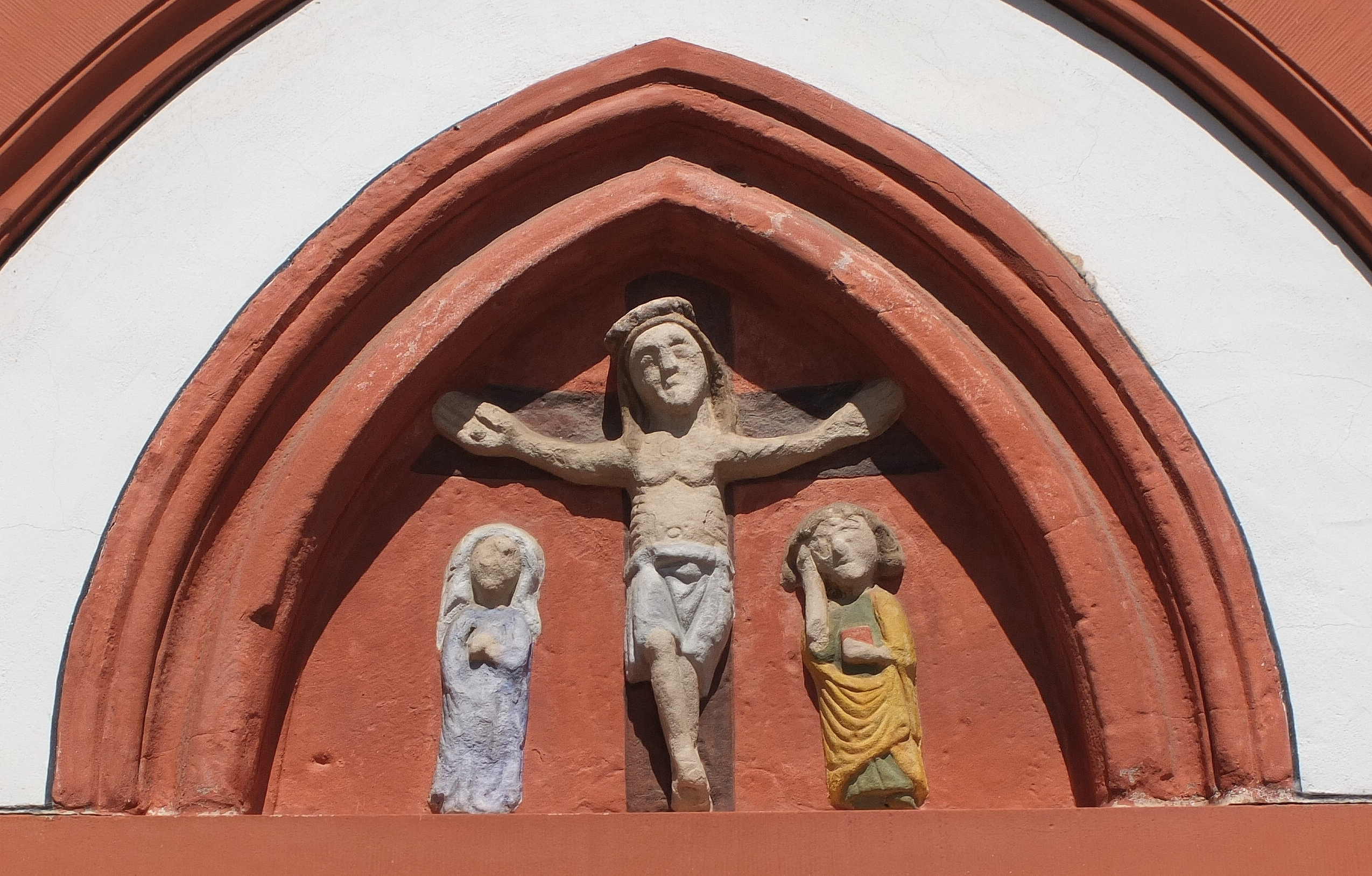
Tympanon aus dem 11. Jahrhundert

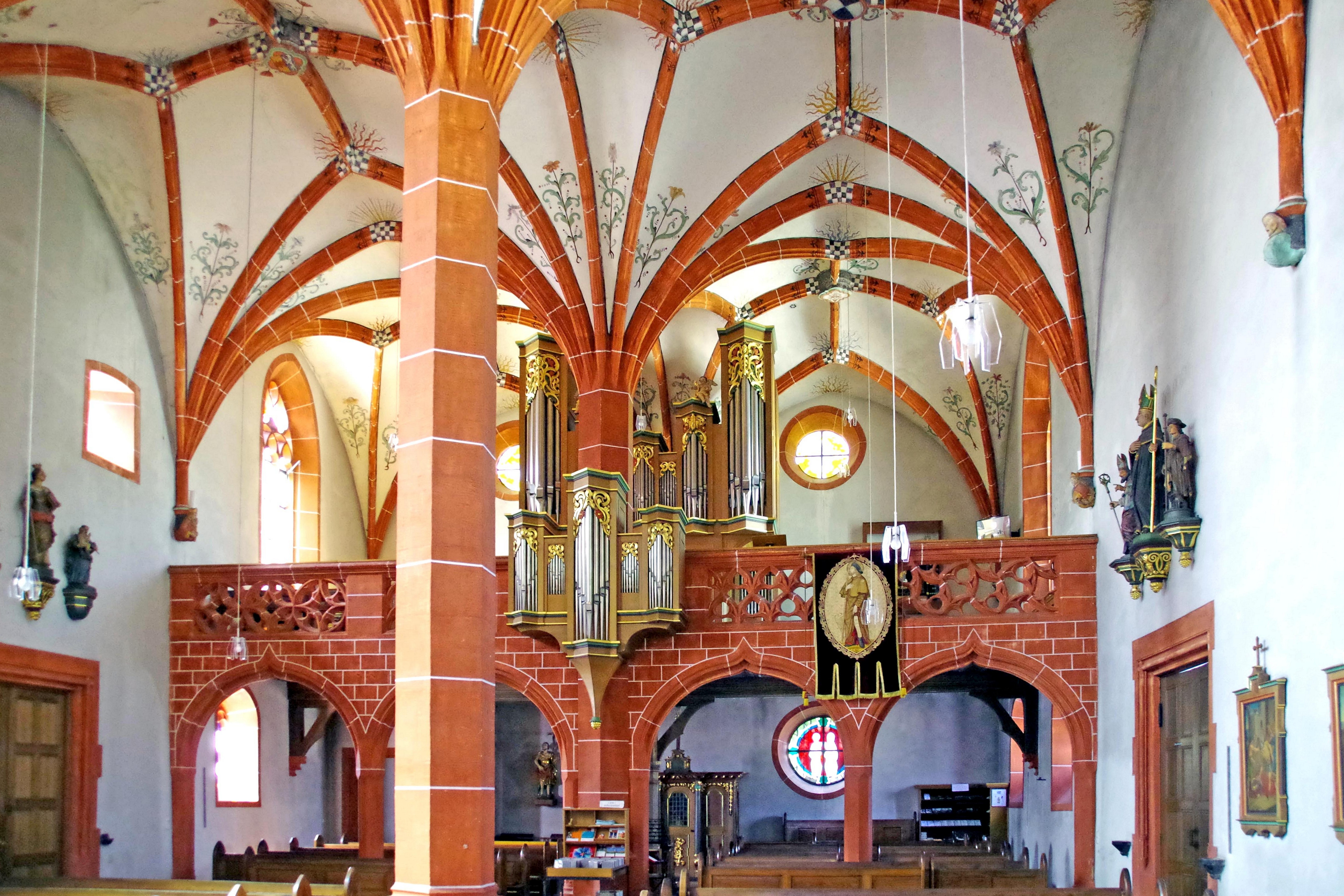
Innenansicht

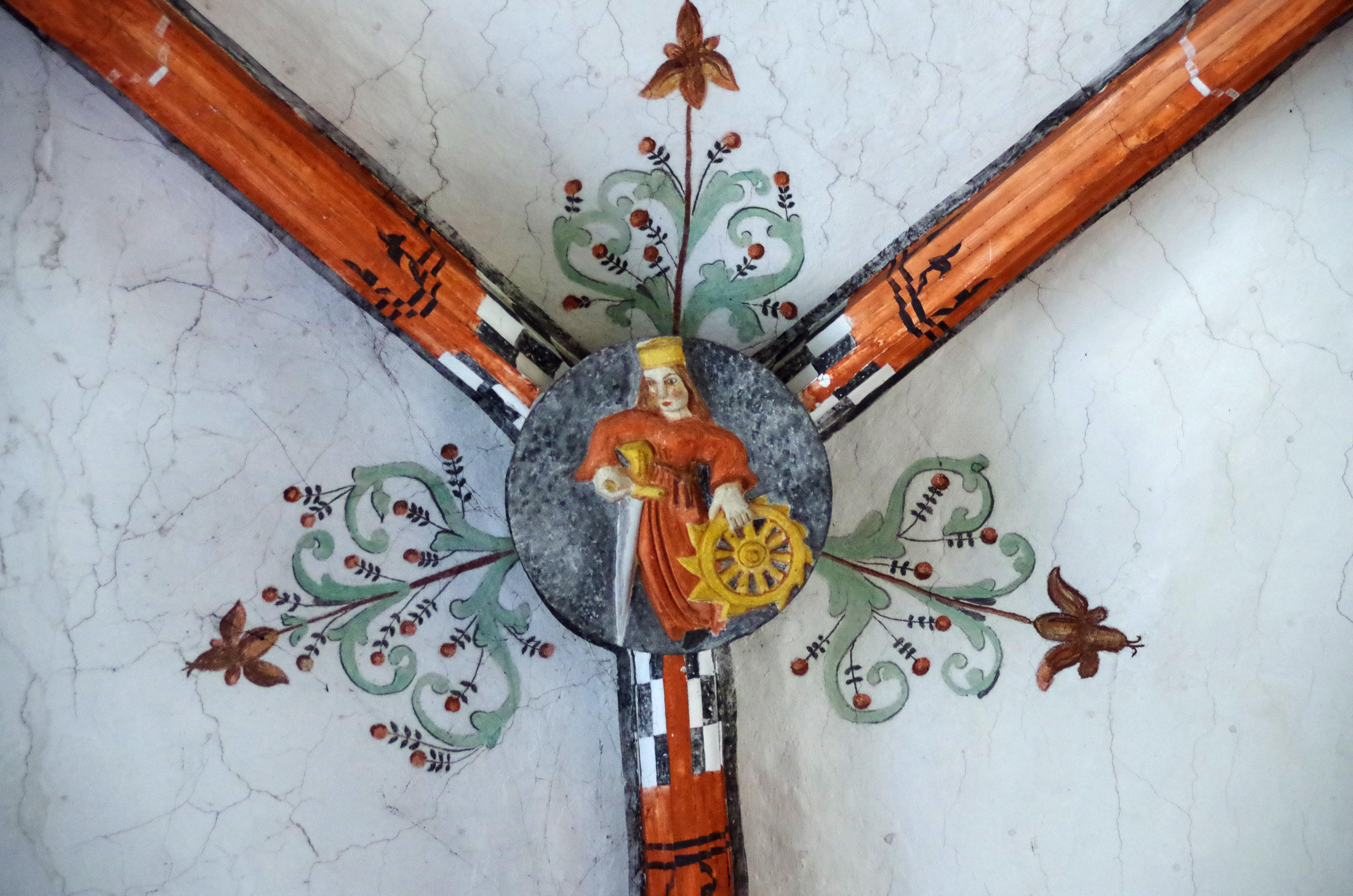
Gewölbeschlussstein

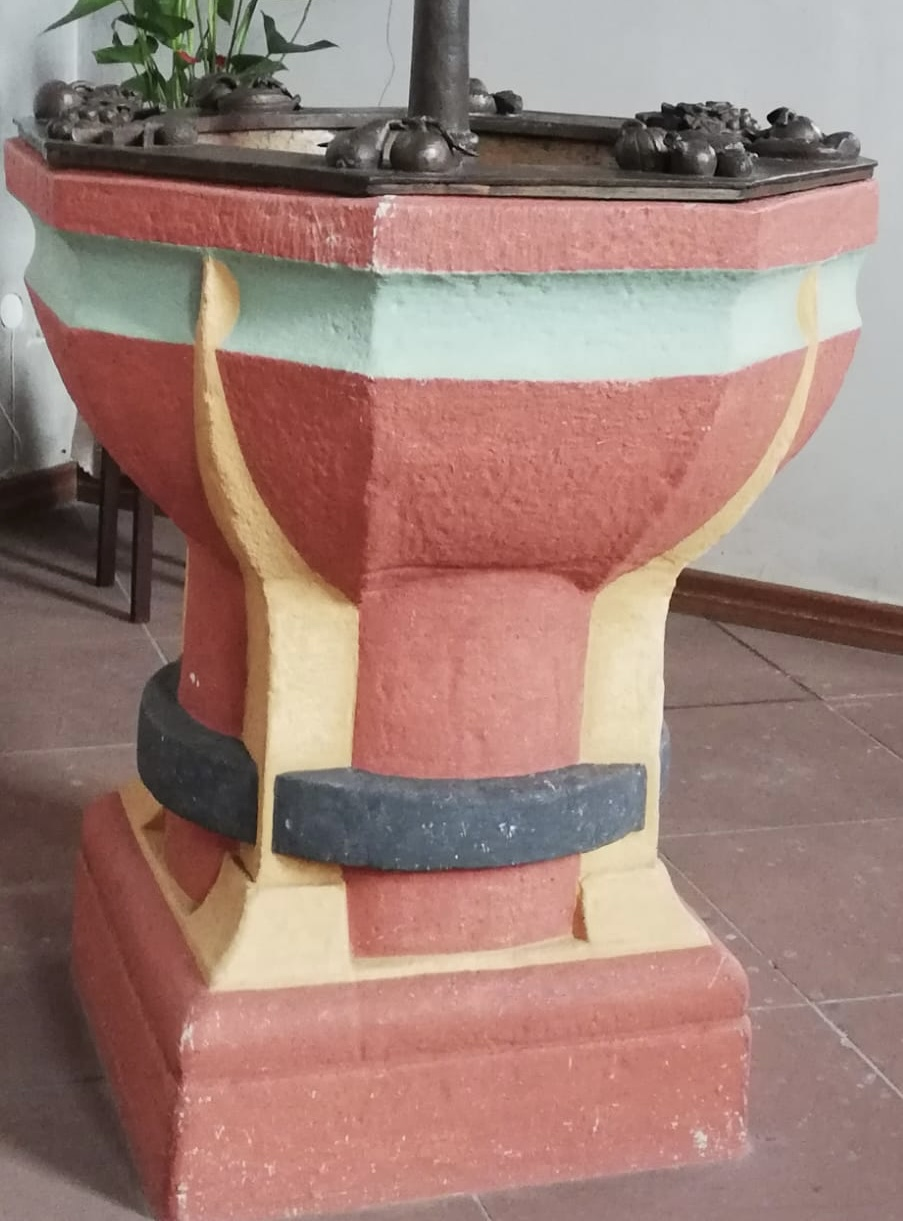
Taufstein aus der Bauzeit

Die katholische Pfarrkirche St. Nikolaus befindet sich in der Stadt Neuerburg im Eifelkreis Bitburg-Prüm in Rheinland-Pfalz. Sie wurde ursprünglich im 15. Jahrhundert errichtet und dem heiligen Nikolaus geweiht. Die Kirche ist heute als Kulturdenkmal geschützt.

## Geschichte
Eine Kirche in Neuerburg wird erstmals 1341 urkundlich erwähnt, diese ist bereits vermutlich in der zweiten Hälfte des 11. Jahrhunderts entstanden. Von dieser Kirche ist noch das Tympanon mit einer Kreuzigungsgruppe erhalten, das sich lange über dem Eingangsportal zum Bergfried befand.
Der Bau der spätgotischen zweischiffigen Kirche wurde 1492 begonnen. Die Herren zu Neuerburg hatten als Grundherren die Baupflicht, ließen sich aber mit dem Bau Zeit, so dass die Kirche erst 1570 vollendet war. Bei der im späten 15. Jh. begonnenen Kirche handelt es sich um eine regelmäßige zweischiffige Hallenkirche im spätgotischen Stil mit freistehendem Turm neben dem Chor. Das Schiff hat eine Breite von 12,10 m und ist nach der Verlängerung 25,30 m lang, der Chor ist 7,75 m breit und 12,70 m tief.
Der Putzbau wurde 1912/13 nach den Plänen des Architekten Julius Wirtz erweitert. Das Kirchenschiff wurde um ein Joch nach Westen verlängert, was heute etwa der Orgelempore entspricht. In den Jahren 1976 bis 1984 wurde eine umfassende Renovierung durchgeführt.

## Inneres
Die Kirche besitzt im Innern ein Netzgewölbe aus Sandstein mit Schlusssteinen, die mit Wappen, Figuren und Blumenranken verziert sind. Im Chor sind auf den Schlusssteinen die Wappen der Grafen von Virneburg, Manderscheid, Rodemacher und Schleiden zu sehen.
Die Konsolen der Wandhalbsäulen zeigen Brustbilder der zwölf Apostel. Im Jahr 1913 wurden Skulpturen des heiligen Nikolaus und der heiligen Katharina an der Orgelbrüstung hinzugefügt. Noch aus der Erbauungszeit der Kirche um 1500 stammt der steinerne Wandtabernakel, auf der Nordseite des Chores in der Wand eingelassen. Ebenfalls aus dieser Zeit stammt wohl auch der Taufstein und die spätgotische Holzfigur eines thronenden hl. Nikolaus, welche sich heute an der linken Ostwand des Schiffes über dem Taufstein befindet.
Von einem Seitenaltar des frühen 17. Jahrhunderts sind zwei mit Gemälden geschmückte Flügel erhalten, die später mit vorhandenen Figuren zu einem neuen Flügelaltar zusammengefügt wurden. Im Mittelteil des Altarretabels steht eine neugotische Mondsichel-Madonna, links die Skulpturen der heiligen Apollonia und des heiligen Antonius von Padua, rechts die des heiligen Donatus von Münstereifel (17. Jahrhundert) und der heiligen Agatha. Eine weitere Holzfigur des 17. Jahrhunderts ist die des heiligen Rochus, die sich zusammen mit Figuren des heiligen Nikolaus und des heiligen Bernhard über dem Nordportal befindet. Zu den wertvolleren Figuren des 18. Jahrhunderts zählt der heilige Josef mit Jesuskind und Lilie, der zusammen mit Skulpturen des heiligen Quintinus und der heiligen Katharina von Alexandrien über dem Südportal aufgestellt sind.
Ebenfalls aus dem 18. Jahrhundert sind die Kanzel, die aus der Jesuitenkirche in Luxemburg stammt und der Beichtstuhl. Zu erwähnen ist die holzgeschnitzte Figurengruppe der Heiligen Familie, Jesus, Maria und Joseph, die sich an der vordersten Säule befindet. Obwohl sie aus dem 19. Jahrhundert stammt, passt sie stilistisch zu der restlichen Ausstattung der Kirche.
Der Volksaltar wurde Anfang der 1980er Jahre aus hellem Kalkstein geschaffen.

## Orgel
Die Kirche erhielt 1980 eine neue mechanische Orgel von der Firma Weigle.

## Glocken
Der Glockenturm der Pfarrkirche St. Nikolaus beherbergt vier Glocken. Es besteht in der Größe aufsteigend aus:
- Rochusglocke (B-Glocke) mit der Inschrift: „St. Roche intercede pro nobis“ (Hl. Rochis, bitte für uns) aus dem Jahr 1951 mit einem Durchmesser von 670 mm und einem Gewicht von ca. 270 kg
- Christusglocke (G-Glocke) aus dem Jahr 1823 (Die Inschrift war für mich wegen der erschwerten Zugängikeit nicht lesbar, da die Glocke mit der Rochus-Glocke oben im Stuhl hängt) mit einem Durchmesser von 920 mm und einem Gewicht von ca. 670 kg
- Nikolausglocke (F-Glocke) mit der Inschrift: „St. Nicolae custode familiam tibi comissam“ (Hl. Nikolaus, beware die dir anvertraute Pfarrfamilie) aus dem Jahr 1951 mit einem Durchmesser von 1260 mm und einem Gewicht von ca. 730 kg
- Marienglocke (D-Glocke) – auch „Totenglocke“ genannt – mit der Inschrift: „Regina in coelum assumpta, ora pro nobis“ (Königin in den Himmel aufgenommen, bitte für uns) aus dem Jahr 1977 mit einem Durchmesser von 1390 mm und einem Gewicht von ca. 1100 kg.

Im Dachreiter der Kirche befindet sich das so genannte „Rosenkranz-Glöckchen“ aus dem Jahr 1708 mit der Inschrift: „Heilige Maria bitte für uns“.